# 国鉄タム9400形貨車
国鉄タム9400形貨車（こくてつタム9400がたかしゃ）は、かつて日本国有鉄道（国鉄）及び1987年（昭和62年）4月の国鉄分割民営化後は日本貨物鉄道（JR貨物）に在籍したタンク車（私有貨車）である。

## 概要
本形式は、塩酸専用の15t 積二軸ボギータンク車として1970年（昭和45年）9月29日から1974年（昭和49年）6月13日にかけて5両（タム9400 - タム9404）が日立製作所、日本車輌製造、三菱重工業の3社にて製作された。
1986年（昭和61年）ごろタム9800形より5両（タム9800 - タム9804）の専用種別変更（アミノ酸→塩酸）が行われ本形式に編入（タム9405 - タム9409）された。
落成時の所有者は、東洋曹達工業（その後東ソーヘ社名変更）、ソーダ商事（その後ソーダニッカヘ社名変更）、日本陸運産業（現在の日陸）の3社であり、それぞれの常備駅は、山陽本線の周防富田駅（その後1980年（昭和55年）10月1日新南陽駅に改名）、室蘭本線の幌別駅、京葉臨海鉄道臨海本線の北袖駅である。
1979年（昭和54年）10月より化成品分類番号「侵82」（腐食性物質、危険性度合1（大））が標記された。
タンク体は普通鋼（一般構造用圧延鋼材）製で内面はゴムライニング施工された。荷役方式は、積込口からの上入れ、空気管と液出管を用いた空気圧による上出し方式である。
車体色は黒色、寸法関係は全長は9,760mm、全幅は2,428mm、全高は3,282mm、台車中心間距離は5,660mm、実容積は12.9m3、自重は14.0t、換算両数は積車3.0、空車1.4であり、台車は平軸受・コイルばね式のTR41DまたはTR41E-8であった。
1987年（昭和62年）4月の国鉄分割民営化時には5両の車籍がJR貨物に継承され、1995年（平成7年）度末時点では4両（タム9400、タム9401、タム9403、タム9404）が現存していたが、2005年（平成17年）2月に最後まで在籍した3両（タム9401、タム9403、タム9404）が廃車となり同時に形式消滅となった。